# Caska
Caska (キャスカ, Kyasuka) è la protagonista femminile della serie manga e anime Berserk di Kentarō Miura.

## Storia
Caska è un personaggio fondamentale per lo sviluppo della storia di Berserk. Si rivelerà infatti l'unico motivo per cui Gatsu sarà in grado di domare il suo desiderio di vendetta.

### Infanzia
Caska nasce in una famiglia, alquanto povera, di montanari. Il suo villaggio si trovava al confine ed era spesso teatro di guerra e devastazione; lei stessa affermava che a causa di quella situazione c'erano giorni in cui tutta la famiglia rimaneva a digiuno.
Un giorno mentre era fuori fu adocchiata da un nobile, il quale era intenzionato a portarla con sé. Questi si accinse a trattare la cessione di Caska col padre della ragazza, che versava in condizioni di miseria. Egli dunque sapendo di ricevere un buon compenso e di non dover più occuparsi di un'altra bocca da sfamare, decise di venderla. Sulla carrozza che trasportava Caska e il nobile a palazzo, quest'ultimo tentò di stuprare la ragazzina che riuscì a fuggire saltando giù. L'uomo però riuscì a bloccarla e Caska, disorientata dall'accaduto resta inerme. È in quel momento che giunge Grifis con la sua Armata dei Falchi a lanciare una spada alla ragazza per far sì che si possa difendere. Caska senza neanche capire bene cosa stesse accadendo agguanta la spada e nel tentativo di sollevarla, infilza e uccide il nobiluomo. La ragazzina è dunque stordita e incredula, ma vedendo il sangue defluire dal corpo dell'uomo capisce che è stata lei ad ucciderlo. Cercando conforto in Grifis, decide di seguirlo e di entrare a far parte della Squadra dei Falchi.

### L'arrivo di Gatsu
Caska dopo alcuni anni acquisisce il ruolo di comandante nella Squadra dei Falchi, grazie al suo carisma e alla sua abilità nel combattimento. L'amore che prova per Grifis la fa andare avanti e le basta una sua mano sulla spalla per farla sentire rassicurata. Tuttavia quando Kolcas e i suoi vengono sbaragliati da Gatsu, per la prima volta si trova ad affrontare un avversario di gran lunga più forte di lei. Solo l'intervento tempestivo di Grifis salva la donna, ma la scelta di quest'ultimo di prendere con sé Gatsu di sua volontà traccia una ferita molto profonda nei sentimenti della ragazza. In più, per far sì che Gatsu recuperi dalle ferite le viene ordinato di giacere accanto a lui per riscaldarlo. Dato che questo compito era adatto ad una donna, Caska si sente ferita anche nell'orgoglio.
Caska obbedisce comunque agli ordini di Grifis, ma più volte rinfaccia a Gatsu l'odio che prova per lui; nonostante ciò sventa più volte i tentativi di Kolcas e i suoi compagni di attentare alla vita del protagonista. Oltre alla gelosia che prova per Gatsu per "essere stato scelto" personalmente da Griffth, lo disprezza perché lo ha reso diverso e perché durante lo scontro con Zodd, il suo amato ha quasi perso la vita.

### I Falchi a corte
Dopo tre anni dall'aggregazione di Gatsu, la Squadra dei Falchi capeggiata da Grifis si stabilisce definitivamente a Windom, la capitale delle Midlands. C'è un primo vero e proprio avvicinamento a Gatsu da parte della ragazza quando ella affronta in una battaglia Adon Koborwitz, ma purtroppo è debilitata a causa del ciclo mestruale e finisce in un precipizio assieme a Gatsu, il quale vi si lancia nel tentativo di salvarla. Appena trovano riparo in una grotta Gatsu si rende conto della situazione e ricambia il favore di tre anni prima e tiene al caldo il corpo febbricitante di Caska. Al mattino seguente quando Caska si risveglia è furibonda con Gatsu, ma poi quando i due parlano del loro passato e si confidano l'un l'altro nasce un forte legame tra loro.
Questo legame si solidifica ancor più quando Gatsu le permette di fuggire, nonostante questo gli costasse il dover affrontare cento uomini da solo. Al ritorno nell'accampamento Caska abbraccia Grifis, ma inconsapevolmente capisce che c'è qualcosa di più della semplice amicizia nei confronti di Gatsu.
Dopo la conquista di Dordrey, Gatsu decide di abbandonare i Falchi e affronta nuovamente Grifis in duello. Questa volta però, Caska non è affatto schierata dalla parte del suo paladino, bensì cerca di sedare gli animi e appare profondamente scossa in quanto sa che è stata in parte colpa sua se quel duello ha avuto luogo. Quando la battaglia termina, Caska corre ad abbracciare Grifis che è stato sconfitto, il quale è visibilmente distrutto mentalmente.

### La fine dei Falchi
Dopo l'abbandono di Gatsu e l'incarcerazione di Grifis, viene ordinato un agguato alla Squadra dei Falchi da parte del Re delle Midlands. I Falchi vengono portati in una radura, sprovvisti di armi, per poi essere colpiti da una pioggia di frecce. Molti soldati si fanno prendere dal panico, ma Caska riesce a mantenere la calma e nonostante fosse ferita riesce a prendere il comando dei suoi e a dirigerli in salvo.
Per un anno intero i Falchi, capeggiati da Caska, vengono braccati dai mercenari. Durante l'ennesimo attacco però, ritorna Gatsu a dare man forte a Caska e compagni sconfiggendo i guerrieri di Shilat. Caska non sembra essere molto felice del ritorno del commilitone e con la scusa di chiamarlo in disparte lo sfida a duello. Gatsu si rifiuta di reagire e si lascia ferire dalla spada della donna quando ella afferma che è colpa di Gatsu se Grifis è stato incarcerato. Caska decide così di farla finita una volta per tutte e di suicidarsi, ma grazie all'intervento dell'amico evita di precipitare in un burrone. Successivamente tra i due si accende la passione e si abbandonano a una notte d'amore, nel quale Gatsu è però tormentato dai suoi ricordi di Gambino e per poco non strangola Caska. Dopo che egli gli racconta del suo passato Caska lo conforta continuando a fare l'amore con lui ed ella rimane incinta.
In seguito Caska spiega a Gatsu cosa è successo dopo la sua partenza, e il piano attuato dalla Squadra dei Falchi per recuperare Grifis. Una volta liberato il condottiero l'Armata dei Falchi sarebbe risorta, ma Caska promette a Gatsu di seguirlo una volta terminata la missione. Nel castello delle Midlands ad aspettare Caska e i suoi c'è la principessa Charlotte, la quale agisce coraggiosamente in prima persona affinché il suo amato venga liberato. Una volta liberato Grifis, sconfitti i guerrieri Barkilaka e lasciato il castello, Caska viene a sapere da Judo quali sono le reali condizioni di Grifis e decide a malincuore di non seguire Gatsu.

### L'eclissi
Subito dopo l'evasione di Grifis, i Falchi vengono inseguiti dai Cani Neri capeggiati da Wiald, il quale altri non è che un Apostolo. Caska viene presa in ostaggio dal mostro e denudata di fronte a tutti; ma quando Wiald era sul punto di stuprarla interviene Gatsu che la salva e sconfigge l'apostolo. Tuttavia solo l'intervento di Zodd riuscirà a fermare definitivamente il mostro ormai impazzito. Una volta scongiurato il pericolo di Wiald, Caska e i Falchi si trovano di fronte ad un nuovo grosso problema: Grifis dopo un tentativo di suicidio ha ritrovato il Bejelit ed ha evocato i quattro della Mano di Dio. Ha poi sacrificato tutti i membri della Squadra dei Falchi agli Apostoli affinché lui possa rinascere. Con il verificarsi dell'eclisse Caska, così come tutti gli altri, appare terrorizzata ma verrà salvata prima da Pipin, poi da Judo. Nonostante Judo l'abbia portata lontano, il marchio impresso sul suo seno sinistro attira su di lei un branco di apostoli inferociti che cercano di violentarla. Quando tutto sembra perduto, il banchetto si ferma per alcuni istanti in quanto il quinto angelo è venuto alla luce: Phemt, ovvero Grifis. È proprio quest'ultimo che, di fronte all'inerme Gatsu, stupra Caska e la riduce in uno stato di incoscienza. A portarli fuori da quel putiferio ci pensa il Cavaliere del Teschio, il quale porta lei e Gatsu al sicuro in una grotta che un tempo era presieduta dagli elfi. Dopo alcuni giorni Caska riprende conoscenza, ma risulta come impazzita, regredita mentalmente ad uno stato infantile preverbale, e non riconosce né Gatsu, né Rickert. La notte successiva al risveglio di Gatsu, si reca su un promontorio dove espelle il feto concepito con Gatsu. Questo embrione però era stato contaminato dal seme di Phemt e quindi era diventato maligno. Caska cerca di fermare Gatsu dall'uccidere suo figlio, ma questi scompare a causa del sorgere del sole.

### Sant'Albione
Dopo due anni dalla partenza di Gatsu, Caska riesce a fuggire via dalle cure di Erika e Rickert e si reca nella vicina Sant'Albione. Lì viene presa in cura da una prostituta, Luka, che la porta al suo accampamento e la ribattezza Ellen. Rendendosi conto dello stato in cui versa Caska, decide di non farle fare il suo stesso mestiere e mette in scena la farsa per cui "Ellen" è malata di sifilide ad uno stadio talmente avanzato, da averle procurato danni anche alla testa; per questo viene fasciata da capo a piedi.
Un giorno si reca con Nina, un'altra prostituta, nel covo di una setta di eretici. Lì alcuni individui tentano di violentarla. In quel mentre, a Caska torna in mente per un istante gli orrori vissuti nell'eclissi, iniziando ad urlare dal terrore, ma l'intervento del marchio e del figlio aiuta Caska a liberarsi da quegli uomini, facendo però credere agli altri eretici di essere una vera strega. Il giorno dopo viene presa, insieme a Nina, dagli eretici che vorrebbero farla giacere col Capro con cui formare una progenie superiore. Viene però salvata prima da Isidoro e poi da Gatsu, il quale affronterà il Capro trasformato in semi-apostolo. Sia Caska che Nina vengono purtroppo catturate dall'Ordine della Santa catena ferrea e trasportate nella "Torre della Rinascita" per essere processate. Nina è la prima a venire interrogata ma la sua debolezza la fa cedere quasi subito e accusa Caska di essere la strega. Mozgus decide perciò di riservare a Caska un trattamento particolare e di chiuderla nella vergine di ferro; tuttavia il marchio impressole sul seno reagisce al dolore e alla disperazione che albergano in quello strumento, creando dal nulla un ammasso di spiriti maligni che invadono la torre e uccidono chiunque capiti loro a tiro; Caska si salva grazie alla protezione del figlio.
Grazie a Isidoro e Luka, Caska si salva e viene portata in cima alla Torre. Dopo il crollo di quest'ultima prosegue il viaggio con Gatsu alla volta della miniera di Godot. Una volta giunti però, ad attenderli ci sono solo Rickert ed Erika, in quanto il vecchio fabbro è morto. Gatsu ha intenzione di rimanere lì e di restare nella grotta dove il potere del marchio non ha effetto; tuttavia lo scontro tra Gatsu e Zodd ne provoca la distruzione, e lo Spadaccino Nero è costretto a portare Caska con sé alla volta della terra natale di Puck. Durante il viaggio però, Caska viene colpita in malo modo da Gatsu e per questo comincia a temerlo; in seguito ad una fuga viene bloccata da alcuni tizi, che però finiscono con l'essere massacrati proprio dalla donna, che ruba loro un'arma e tenta di attaccare Gatsu, che però la blocca e, in preda al suo demone interiore rischia di stuprarla ma riesce a fermarsi in tempo. Tutto ciò incrinerà gravemente il rapporto tra Caska e Gatsu, di cui la donna comincerà ad aver paura e non fidarsi.
La nuova compagnia di Gatsu
Dopo aver abbandonato l'ordine della Sacra Catena Ferrea, Farnese - assieme al suo servitore/fratellastro Serpico - raggiunge Gatsu e chiede di potersi unire al suo viaggio: dopo un'iniziale titubanza, il guerriero nero accetta l'offerta, vedendo in un gruppo numeroso (cui si aggiungeranno anche Isidoro e, in seguito, la maga Schirke) un modo per tenere maggiormente al sicuro Caska. Farnese, inizialmente inesperta nel prendersi cura della ragazza, comincerà a diventare una sorta di sorella per Caska, contestualmente al suo percorso iniziatico per imparare la magia sotto la guida della maga Schirke.
L'arrivo all'Isola degli Elfi
Grazie all'intermediazione di Farnese e del suo promesso sposo, Roderick Von Stauffen, la compagnia di Gatsu ottiene un passaggio per l'isola degli Elfi, la terra natale di Puck: pur rimanendo coinvolti dal grido del mondo astrale, e dovendo confrontarsi con una ciurma di pirati mostruosi e il loro grottesco signore, Gatsu e amici raggiungono Elfhem, dove Danan, la Sovrana della Tempesta di Petali, si propone di guarire la mente di Caska. Farnese e Schirke vengono scelte per accompagnare Caska in un viaggio onirico dentro la sua psiche: dopo aver finalmente compreso tutta la storia pregressa ed essersi confrontate con una versione animalesca di Griffith (combattuta da Gatsu, sotto forma di un grosso cane nero), Farnese e Schirke raccolgono i frammenti di anima della ragazza e ne ottengono la guarigione. Purtroppo, ogni volta che Caska cerca di parlare con Gatsu, i ricordi dell'Eclissi riaffiorano, rendendo impossibile ai due potersi parlare direttamente.
Il rapimento
La guarigione di Caska si accompagna alla venuta, sull'Isola degli Elfi, del Moonlight Boy (già manifestatosi in diverse occasioni per proteggere Caska e guidare Gatsu verso la ragazza), che si scopre essere collegato strettamente a Griffith, dato che all'arrivo dell'alba il bambino si tramuta nell'uomo: quest'ultimo rapisce quindi Caska per portarla a Falconia, in cui sembra piombare in una sorta di prigionia sia fisica che mentale.

## Nome e traduzione
La traslitterazione ufficiale del nome del personaggio è Casca, mentre nella versione portoghese e italiana del manga viene trascritto come Caska. Nella serie animata la S nel suo nome viene pronunciata con il suono /ʃ/, corrispondente al suono italiano -sc- seguito da E o I. Nella serie di film il nome del personaggio viene invece pronunciato Chiasca, più simile alla pronuncia giapponese.